# Alenka Bikar
Alenka Bikar (Ljubljana, 7. siječnja 1974.), bivša slovenska atletičarka koja se natjecala u disciplini 200 metara. 2001. godine izabrana je za Slovensku sportašicu godine. Godine 2001. postavila je slovenski državni rekord na 200 metara s vremenom 22,76 s.
Alenka je nastupila na Olimpijskim igrama tri puta 1994., 2000. i 2004 godine, na sve tri olimpijade došla je do polufinala.

## Najbolji rezultati
- 100 m - 11,21 s (2001.)
- 200 m - 22,76 s (2001.)

## Vanjske poveznice
- IAAF-ov profil Alenke Bikar